# Uwe Timm
Uwe Timm (ur. 30 marca 1940 w Hamburgu) – pisarz niemiecki.

## Życie
Uwe Timm urodził się 30 marca 1940 roku w Hamburgu. W 1943 został ewakuowany wraz z matką do Coburga i powrócił ponownie do Hamburga późnym latem 1945, gdzie jego ojciec otworzył zakład kuśnierski. Po ukończeniu szkoły uczył się na kuśnierza i przejął mocno zadłużony interes niedawno zmarłego ojca. Po jego oddłużeniu uczęszczał do szkoły średniej w Brunszwiku (Braunschweig-Kolleg) razem z Benno Ohnesorgiem, gdzie w roku 1963 zdał maturę. Jego pierwsze wiersze ukazały się we wspólnie z Ohnesorgiem wydanym czasopiśmie „teils-teils”, które jednak doczekało się tylko jednego numeru.
Później studiował germanistykę i filozofię w Monachium. W 1966 roku kontynuował je w Paryżu, gdzie poznał matematyka Diedericha Hinrichsena. Razem pisali sztukę teatralną, jednak nie znaleźli dla niej wydawcy. W latach 1967–1969, po powrocie do Monachium, był politycznie aktywny w Socjalistycznym Niemieckim Związku Studentów. Pisał lirykę Agitpropa, uliczne sztuki teatralne i brał udział w okupacji uniwersytetu w Monachium. W 1969 poślubił przyszłą tłumaczkę Dagmar Ploetz. W 1970 rozpoczął studia socjologii i ekonomii politycznej, które porzucił w 1972. W 1971 doktoryzował się pracą na temat „Problemu absurdu u Alberta Camusa.
Od tego momentu pracował jako wolny pisarz. W latach 1971/1972 założył grupę w Monachium o nazwie „Wortgruppe München” i był jednym z wydawców czasopisma „Literarische Hefte”. Od 1972 do 1982 udzielał się w projekcie wydawniczym „AutorenEdition”. W 1973 roku wstąpił do Niemieckiej Partii Komunistycznej, z której celami jednak nigdy całkowicie się nie identyfikował. W 1981 wystąpił z partii z powodu jej bezkrytycznego stosunku do Niemieckiej Republiki Demokratycznej (NRD)i przeniósł się na 2 lata do Rzymu. Po rozwiązaniu projektu „AutorenEdition” zmienił wydawnictwo na Kiepenheuer & Witsch, gdzie od tego czasu pojawiają się wszystkie jego dzieła.
W semestrze zimowym 1991/1992 Timm wykładał poezję na uniwersytecie w Paderbornie, która ukazała się później w tomie „Erzählen und kein Ende”. Od jesieni 1994 roku jest członkiem Niemieckiej Akademii Języka i Poezji, międzynarodowego stowarzyszenia pisarzy Republiki Federalnej Niemiec i Akademii Sztuk Pięknych w Berlinie. Trzykrotnie był powoływany na różne anglojęzyczne uniwersytety jako „writer in residence”, kolejno w 1981 w Warwick, 1994 w Swansea i 1997 w St. Louis. Poza tym był gościem honorowym Villa Massimo w Rzymie.

## Recepcja
W latach 70 autor został zauważony dzięki książce Gorące lato (niem. Heißer Sommer), którą zalicza się do jednego z nielicznych świadectw studenckiej rewolty z roku 68. Dużą uwagę przyciągnął także powieścią postkolonialno-historyczną Morenga.
Duże sukcesy odnosił w latach 90. dzięki swojej noweli Odkrycie kiełbaski curry (niem. Die Entdeckung der Currywurst), która została przetłumaczona na blisko 20 języków. Została też zekranizowana w 2008 roku z Ullą Wagner, Barbarą Sukowa i Alexandrem Khuon w rolach głównych.
Duży sukces odniosła powieść Czerwień (niem. Rot), w której pisze o nadziejach i życzeniach ruchu studentów w 68 roku, o życiorysach i ich tajemnicach oraz o utopiach i zbrodniach historii niemieckiej. W 2003 roku ukazało się opowiadanie „Na przykładzie mojego brata” (niem. Am Beispiel meines Bruders), które wywołało ogólną dyskusję na temat Narodowego Socjalizmu i niemieckiej kultury pamięci. Nie bez echa przeszło także opowiadanie z 2005 roku „Przyjaciel i obcy” (niem. Der Freund und der Fremde), w której opisał historię jego przyjaźni do Benno Ohnesorga.

## Odznaczenia
- 1979 Literaturpreis der Stadt Bremen za Morenga, powieść o Jakubie Morenga
- 1989 Literaturpreis der Stadt München
- 1990 Deutscher Jugendliteraturpreis za Rennschwein Rudi Rüssel
- 1996 Bayerischer Filmpreis za Rennschwein Rudi Rüssel
- 2001 Tukan-Preis za Czerwień
- 2001 Großer Literaturpreis der Bayerischen Akademie der Schönen Künste
- 2002 Literaturpreis der Stadt München
- 2002/03 Stadtschreiber von Bergen-Enkheim
- 2003 Schubart-Literaturpreis
- 2003 Erik-Reger-Preis
- 2006 Jakob-Wassermann-Literaturpreis
- 2006 Premio Napoli (za Czerwień)
- 2006 Premio Mondello der Stadt Palermo (za Czerwień)

## Twórczość

### Książki
- Sprzeczności (Widersprüche), wiersze (1971)
- Gorące lato (Heißer Sommer), powieść (1974)
- Wolfenbütteler Straße 53, wiersze (1977)
- Morenga, Roman (1978)
- Ucieczka Kerbela (Kerbels Flucht), powieść(1980)
- Die deutschen Kolonien, Fotoband, wyd. Uwe Timm (1981)
- Die Zugmaus, książka dla dzieci (1981)
- Die Piratenamsel, książka dla dzieci (1983)
- Der Mann auf dem Hochrad, powieść(1984)
- Der Schlangenbaum, powieść (1986)
- Rennschwein Rudi Rüssel, powieść dla dzieci(1989)
- Vogel, friss die Feige nicht (1989)
- Kopfjäger, powieść(1991)
- Erzählen und kein Ende (1993)
- Odkrycie kiełbaski curry (Die Entdeckung der Currywurst), nowela (1993)
- Der Schatz auf Pagensand (1995)
- Johannisnacht, powieść (1996)
- Nicht morgen, nicht gestern, opowiadania(1999)
- Czerwień (Rot), powieść (2001)
- Na przykładzie mojego brata (Am Beispiel meines Bruders, opowiadanie) (2003)
- Przyjaciel i obcy (Der Freund und der Fremde). opowiadanie (2005)
- Półcień (Halbschatten), powieść o Marga von Etzdorf (2008)

### Scenariusze
- Wiele dróg prowadzi do Rzymu (Viele Wege führen nach Rom), reż: Uwe Timm, 1984
- Ucieczka Kerbelsa (Kerbels Flucht), reż: Erwin Keusch, 1984
- Morenga, reż: Egon Günther, 1985
- Der Flieger, reż: Erwin Keusch, 1987
- Rennschwein Rudi Rüssel (razem z Ulrich Limmer, reż: Peter Timm, 1995)
- Die Bubi-Scholz-Story, reż: Roland Suso Richter, 1997
- Garść trawki (Eine Hand voll Gras), reż: Roland Suso Richter, 2000

### Słuchowiska
- Herbert oder die Vorbereitung auf die Olympiade, 1972
- Die Steppensau, 1972
- Lauschangriff, 1984 (WDR)
- Die Piratenamsel, 1994 (Süddeutscher Rundfunk)
- Am Beispiel meines Bruders, 2003 (Random House Audio)
- Rennschwein Rudi Rüssel Lesung mit Musik. Czytane przez Stefana Wilkeninga. Der Hörverlag, München 2003. ISBN 3-89940-754-7.
- Die Zugmaus, 2004 (NDR). Audiolino. ISBN 3-8339-5327-6.

## Literatura
- Manfred Durzak (Hrsg.): Die Archäologie der Wünsche. Studien zum Werk von Uwe Timm. Kiepenheuer & Witsch, Köln 1995, ISBN 3-462-02408-6.
- Helge Malchow: Der schöne Überfluß. Texte zu Leben und Werk von Uwe Timm. Kiepenheuer & Witsch, Köln 2005, ISBN 3-462-03461-8.
- Baboucar Ndiaye: Beschreibung Afrikas in der neueren deutschsprachigen Literatur. Am Beispiel von Hans Grimms afrikanischen Dramen und Novellen und Uwe Timms Roman „Morenga”. Magisterarbeit, Universität Konstanz 2006 (Volltext)
- Martin Hielscher: Uwe Timm (dtv portrait). dtv, München 2007, ISBN 3-423-31081-2.
- Fatih Tepebaşılı: 68 Kuşağı Yazarlarından Uwe Timm ve Toplumsal Eleştiri. Çizgi Kitapevi, Konya 2002, ISBN 975-8156-41-1.
- Basker, David (Hrsg.): Uwe Timm. University of Wales Press, Cardiff 1999 (= Contemporary German Writers), ISBN 978-0-7083-1447-0.

## Ekranizacje
- Uwe Timm – Die Freiheit zu schreiben. Dokumentation, Deutschland, 2007, 43 Min., reż: Arpad Bondy, Margit Knapp